# Rance Howard
Harold Rance Beckenholdt, mais conhecido como Rance Howard (Duncan, 17 de novembro de 1928 – 25 de novembro de 2017), foi um ator de cinema e televisão e roteirista norte-americano. Howard foi pai do cineasta Ron Howard e do ator Clint Howard.

## Biografia
Howard nasceu como Harold Rance Beckenholdt em Duncan, Oklahoma, filho de Ethel Cleo (née Tomlin) e Engel Beckenholdt, um fazendeiro. Mudou seu nome para Rance Howard, quando decidiu se tornar ator. Ele se casou com a atriz Jean Speegle Howard em Burbank, Califórnia no ano de 1949. Seus filhos são o ator/diretor Ron Howard e o ator Clint Howard. Ele também é avô das atrizes Bryce Dallas Howard e Paige Howard. Seu filho Ron nasceu enquanto ele servia a  Força Aérea Dos Estados Unidos. Faleceu em 25 de novembro de 2017 aos 89 anos de causas não reveladas.

### Carreira como ator
Howard estudou na Universidade de Oklahoma, onde ele foi para a escola de teatro. Sua carreira profissional começou em 1948, quando foi para Nova York, fez o teste e conseguiu um emprego na empresa de turismo para crianças. O papel mais notável a nível nacional foi o papel de Lindstrom chefe numa empresa de turismo da peça Mister Roberts com Henry Fonda em 1950, interpretou o personagem por cerca de um ano e meio em grandes cidades de todo os EUA.
Rance e o filho mais velho Ron, que fez sua estreia aos 2 anos no filme Frontier Woman de 1956. Mais tarde, ainda na década de 1950 , os papéis do Rance incluiu sua estréia na TV na série Kraft Theatre, em que ele apareceu três vezes entre 1956 e 1957.
Depois que o filho Ron passou a interpreta Opie em The Andy Griffith Show no início da década de 1960, Rance participou de cinco episódios da série. Howard ficou conhecido por seu papel na televisão em 13 episódios na série de 1960 Gentle Ben estrelado por seu filho mais novo Clint Howard, como Henry Broomhauer, um sertanejo que fez amizade com a família. Outro papel de TV bem conhecido em sua carreira foi em Babylon 5, em que ele teve um papel recorrente como David Sheridan, o pai do capitão John Sheridan.
Ele também estrelou a série de curta duração de 2000 Driving Me Crazy. Suas aparições na TV incluem Gunsmoke, Bonanza, Kung Fu, The Waltons, CBS Schoolbreak Special episódio de 1986 "The Knot Drogas", Angel, 7th Heaven, Cold Case, That's So Raven, e duas aparições em Seinfeld (ambos os personagens diferentes). En The Waltons, Howard retratou Dr. McIver em cinco episódios diferentes, um dos quais incluídos a participação de seu filho Ron.
Rance já atuou em mais de 100 filmes, incluindo o filme de 1967 Cool Hand Luke, The Music Man (creditado como "Oscar Jackson"), e muitos outros filmes. Ele também apareceu como o pai de Dottie e Kit em A League of Their Own. Em 2013, ele fez o irmão de Woody Grant em Nebraska. Ele muitas vezes interpreta ministro, xerife do condado, ou o marechal, e fez numerosas aparições em filmes de Joe Dante.
Entre os filmes que atuou estão: Splash, Cocoon , Apollo 13, A Beaultiful Mind, Cinderella Man, Frost/Nixon, Night Shift, Willow, Backdraft, Ransom, EDTV, e The Da Vinci Code.

## Filmografia

### Filmes
| Ano  | Filme                                   | Papel                    |
| ---- | --------------------------------------- | ------------------------ |
| 1967 | Cool Hand Luke                          | Xerife                   |
| 1967 | Gentle Giant                            | Tater Coughlin           |
| 1974 | Chinatown                               | Irate Farmer             |
| 1974 | Where the Lilies Bloom                  | Roy Luther               |
| 1977 | Grand Theft Auto                        | Ned Slinker              |
| 1978 | Cotton Candy                            | Sr. Bremmercamp          |
| 1984 | The Lonely Guy                          | Ministro                 |
| 1984 | Splash                                  | McCollough               |
| 1985 | Cocoon                                  | St. Petersburg Detective |
| 1985 | The Long Hot Summer                     | Wilk                     |
| 1986 | Gung Ho                                 | Major Conrad Zwart       |
| 1987 | Innerspace                              | Supermarket Customer     |
| 1989 | The 'Burbs                              | Detective #2             |
| 1989 | Parenthood                              | Dean at College          |
| 1992 | Far and Away                            | Tomlin                   |
| 1992 | Universal Soldier                       | John Devreux             |
| 1992 | Ticks                                   | Xerife Parker            |
| 1994 | Ed Wood                                 | Old Man McCoy            |
| 1994 | Little Giants                           | Ministro                 |
| 1994 | The Paper                               | Alicia's Doctor          |
| 1995 | Apollo 13                               | Reverendo                |
| 1995 | Children of the Corn III: Urban Harvest | Eddie Calhoun            |
| 1996 | Ghosts of Mississippi                   | Ralph Hargrove           |
| 1996 | Independence Day                        | Chaplain                 |
| 1996 | Mars Attacks!                           | Texan Investor           |
| 1996 | Sgt. Bilko                              | Sr. Robbins              |
| 1997 | Traveller                               | Farmer                   |
| 1998 | Small Soldiers                          | Husband                  |
| 1998 | Psycho                                  | Sr. Lowery               |
| 2000 | How the Grinch Stole Christmas          | Elderly Timekeeper       |
| 2001 | A Beautiful Mind                        | White-Haired Patient     |
| 2001 | A Crack in the Floor                    | Floyd Fryed              |
| 2001 | Joe Dirt                                | Bomb Squad Cop           |
| 2001 | Rat Race                                | Feed the Earth Spokesman |
| 2002 | Back by Midnight                        | Priest                   |
| 2002 | D-Tox                                   | Geezer                   |
| 2003 | The Missing                             | Telegraph Operator       |
| 2004 | The Alamo                               | Henry Smith              |
| 2004 | Eulogy                                  | Lance Sommers            |
| 2005 | Cinderella Man                          | Announcer Al Fazin       |
| 2006 | Aimée Semple Mcpherson (filme)          | Jorge Kennedy            |
| 2007 | Georgia Rule                            | Dog Bite Man             |
| 2007 | Walk Hard: The Dewey Cox Story          | Preacher                 |
| 2008 | Drillbit Taylor                         | Older Man                |
| 2008 | Frost/Nixon                             | Ollie                    |
| 2009 | Angels & Demons                         | Cardinal Beck            |
| 2010 | Jonah Hex                               | Telegrapher              |
| 2010 | Valentine's Day                         | Bistro Gardens Diner     |
| 2011 | The Dilemma                             | Burt                     |
| 2011 | Spooky Buddies                          | Sr. Joseph Johnson       |
| 2013 | Nebraska                                | Uncle Ray                |
| 2013 | The Lone Ranger                         | Engineer                 |
| 2015 | Broken Memories                         | Jasper                   |

### Televisão
| Ano       | Título                      | Papel                             | Notas        |
| --------- | --------------------------- | --------------------------------- | ------------ |
| 1956–1957 | Kraft Television Theatre    | Vários                            | 3 episódios  |
| 1958      | How to Marry a Millionaire  | Corporal                          | 1 episódio   |
| 1959      | Bat Masterson               | Fletcher                          | 1 episódio   |
| 1962–1964 | The Andy Griffith Show      | Vários                            | 4 episódios  |
| 1966      | That Girl                   | Customer #2                       | 1 episódio   |
| 1966      | The Virginian               | Luka                              | 1 episódio   |
| 1967      | The Monroes                 | Al                                | 1 episódio   |
| 1967–1969 | Gentle Ben                  | Henry Boomhauer                   | 13 episódios |
| 1970      | Then Came Bronson           | Sr. Carl Mueller                  | 1 episódio   |
| 1971      | Night Gallery               | Cameraman                         | 1 episódio   |
| 1971–1972 | Bonanza                     | Sam/Bogardus                      | 2 episódios  |
| 1968      | The F.B.I.                  | Ranger                            | 1 episódio   |
| 1969      | Kung Fu                     | Xerife Byrd                       | 1 episódio   |
| 1973–1975 | The Waltons                 | Dr. McIvers                       | 5 episódios  |
| 1974      | Gunsmoke                    | Frank Benton                      | 1 episódio   |
| 1976–1979 | Happy Days                  | Announcer/Ben Wilson/Sr. Burkhart | 3 episódios  |
| 1977      | Little House on the Prairie | Simpson                           | 1 episódio   |
| 1978      | Battlestar Galactica        | Farnes                            | 1 episódio   |
| 1979      | Laverne & Shirley           | Doutor                            | 1 episódio   |
| 1981      | Mork & Mindy                | Guarda                            | 1 episódio   |
| 1983      | The Thorn Birds             | Doutor                            | Miniseries   |
| 1984      | Dynasty                     | Gifford                           | 1 episódio   |
| 1984      | Murder, She Wrote           | Fillmore                          | 1 episódio   |
| 1986      | A Smoky Mountain Christmas  | Doutor                            |              |
| 1989–1992 | Baywatch                    | Fireman/Joe                       | 2 episódios  |
| 1989      | B.L. Stryker                | Richard Walton                    | 1 episódio   |
| 1991      | Quantum Leap                | Doutor Ring                       | 1 episódio   |
| 1993      | Coach                       | Herman Van Dam                    | 1 episódio   |
| 1993–1996 | Seinfeld                    | Blind Man/Farmer                  | 2 episódios  |
| 1994      | Diagnosis Murder            | Driver                            | 1 episódio   |
| 1996–1997 | Babylon 5                   | David Sheridan                    | 3 episódios  |
| 1996–1997 | Married... with Children    | Edwin/Reverendo                   | 2 episódios  |
| 1996      | Melrose Place               | Motel Manager                     | 1 episódio   |
| 1998      | Clueless                    | Sr. Bell                          | 2 episódios  |
| 1998      | Two of a Kind               | Sr. Fillmore                      | 2 episódios  |
| 1999      | Just Shoot Me!              | Blind Flower Guy                  | 1 episódio   |
| 2000      | 7th Heaven                  | Old Man in Park                   | 1 episódio   |
| 2001      | Angel                       | Marcus Roscoe/Angel               | 1 episódio   |
| 2004      | Cold Case                   | Buddie                            | 1 episódio   |
| 2004      | That's So Raven             | Murphy                            | 1 episódio   |
| 2005      | Ghost Whisperer             | Dirk Abrams                       | 1 episódio   |
| 2006      | CSI: NY                     | Samuel Cooper                     | 1 episódio   |
| 2009      | ER                          | Dr. Oliver Kostin                 | 1 episódio   |
| 2009      | Lie to Me                   | Joe Metz                          | 1 episódio   |
| 2011      | Workaholics                 | Jerry                             | 1 episódio   |
| 2012      | Grey's Anatomy              | Martin Carroll                    | 1 episódio   |
| 2013      | NCIS: Los Angeles           | Eugene                            | 1 episódio   |
| 2014      | Bones                       | Jerold Norsky                     | 2 episódios  |
| 2014      | Kroll Show                  | Dr. Stanley Armond                | 1 episódio   |
| 2014      | Review                      | Willie                            | 1 episódio   |
| 2016      | The X-Files                 | Old Man                           | 1 episódio   |

## Prêmios e Indicações

### Emmy do Primetime
| Ano  | Categoria      | Filme                     | Resultado |
| ---- | -------------- | ------------------------- | --------- |
| 1982 | Melhor Roteiro | Through the Magic Pyramid | Indicado  |

### Accolade Competition
| Ano  | Categoria   | Filme           | Resultado |
| ---- | ----------- | --------------- | --------- |
| 2016 | Melhor Ator | Broken Memories | Venceu    |

### Asheville Film Festival
| Ano  | Categoria                  | Filme           | Resultado |
| ---- | -------------------------- | --------------- | --------- |
| 2004 | Lifetime Achievement Award | Prêmio Especial | Venceu    |

### IndieFEST Film Awards
| Ano  | Categoria   | Filme           | Resultado |
| ---- | ----------- | --------------- | --------- |
| 2016 | Melhor Ator | Broken Memories | Venceu    |

### Seattle Film Critics Awards
| Ano  | Categoria     | Filme    | Resultado |
| ---- | ------------- | -------- | --------- |
| 2014 | Melhor Elenco | Nebraska | Indicado  |